# Arctosa mossambica
Arctosa mossambica este o specie de păianjeni din genul Arctosa, familia Lycosidae, descrisă de Roewer, 1960.
Este endemică în Mozambic. Conform Catalogue of Life specia Arctosa mossambica nu are subspecii cunoscute.